# Schron amunicyjny „Mogiła”
Schron amunicyjny „Mogiła” – jeden z obiektów austriackiej Twierdzy Kraków.
Znajduje się przy ul. Melchiora Wańkowicza nad Dłubnią w Nowej Hucie, w odległości ok. 300 metrów od Zalewu Nowohuckiego.
Powstał w latach 1913–1914 według typowego projektu. Schron zbudowany jest z kamienia i cegły. Posiada stalowo-betonowy, pokryty blachą strop.
Jest w złym stanie technicznym, nie posiada drzwi i okiennic pancernych, przed wejściem postawiono współczesną przybudówkę z pustaków.
Obiekt popada w ruinę, jest zdewastowany, otoczenie zaśmiecone.